# Alessandro Valenti
Alessandro Valenti (Lecce, 1973) è un regista e sceneggiatore italiano.

## Biografia
Nasce a Lecce nel 1973 dove si laurea in filosofia. Successivamente intraprende la carriera universitaria conseguendo un dottorato di ricerca in Storia moderna e contemporanea e diviene assegnista di ricerca. Continua il suo percorso accademico tenendo alcuni corsi di storia del cinema presso l’Università del Salento e progetti di avviamento alla scrittura creativa, presso l’Accademia di belle arti di Lecce. Inizia la sua carriera nel mondo del cinema lavorando nel film Sangue vivo di Edoardo Winspeare come attore.
Intraprende l'attività come documentarista concentrandosi su lavori incentrati sul mondo femminile. Il primo dedicato alla clausura femminile dal titolo Eccomi, film acquistato da Sky Cinema e il secondo incentrato sulla condizione femminile che lo porta alla produzione di Sud delle donne. Collabora con Winspeare scrivendo la sceneggiatura del film Galantuomini, premiato al festival Internazionale del cinema di Roma con il Marco Aurelio d'Argento per il miglior personaggio femminile.
Valenti scrive e dirige il documentario sul rock dal titolo Vive le rock il quale è risultato l’unico film italiano presentato a San Paolo e a Salvador, Brasile, al festival IN Edit, il primo festival di cinema sulla musica di tutto il Sud America. Poco dopo è alla direzione di un video clip per una rock band brasiliana dal titolo Bomba a orologio.
Scrive per il regista italoamericano Pierluca De Carlo, un film dal titolo Reset a cui segue il film In grazia di Dio, di Edoardo Winspeare, collaborando alla produzione e distribuzione. In Grazia di Dio vanta la selezione come unico film Italiano al Festival di Berlino 2014. Non solo, nello stesso anno il film vince il Globo d’oro 2014, e conquista la nomination come migliore soggetto ai Nastri d’Argento. Il film è stato distribuito in oltre dieci paesi, quali Svezia, Germania, Norvegia, Inghilterra, Francia, Stati Uniti, Brasile, Finlandia, Spagna, Israele ed apre la rassegna cinematografica del Giubileo straordinario della misericordia indetto da Papa Francesco. Nel 2018 scrive per il produttore inglese, Rex Glensy, l’adattamento cinematografico del romanzo La luna e i falò.
Nello stesso anno Valenti, insieme al produttore cinematografico Angelo Laudisa, è tra i fondatori della casa di produzione Scirocco Films.
Nel 2022 esordisce alla regia con il lungometraggio Oltre il confine, prodotto da Scirocco Films, Rosebud Entertainment Pictures, Rai Cinema, Arte, in associazione con Fondazione Emanuel, Banca Sella, Luigi de Vecchi con il sostegno di Fondazione Casa della Carità, Fondazione Apulia Film Commission.
Successivamente scrive la sceneggiatura de Gli Indifferenti, film diretto da Leonardo Guerra Seràgnoli. La pellicola è il secondo adattamento cinematografico dell'omonimo romanzo di Alberto Moravia, dopo la versione del 1964 di Francesco Maselli.
Valenti è direttore artistico del festival del cinema francese di Lecce Vive le cinéma inoltre è attivista per i diritti umani ed è parte del Foro permanente dell’Unesco sulle politiche culturali per costruzione di comunità solidali.
Nel 2019 è invitato dall’Onu a Città del Messico e Guadalajara ad aprire e chiudere il forum dell’Unesco sull’impatto delle politiche culturali nelle periferie del mondo.
Nel novembre del 2020 è stato nominato direttore dell'Accademia della carità di Lecce, uno spazio di interazione culturale della Casa della carità di Lecce a supporto dell’inclusione sociale, dei senza fissa dimora e degli indigenti della città.